# Provincia del Sulcis Iglesiente
La provincia del Sulcis Iglesiente è una provincia italiana della Sardegna con capoluogo nei comuni di Carbonia e Iglesias, avente origine per distacco dalla soppressa provincia del Sud Sardegna. La provincia del Sulcis Iglesiente è stata istituita con la Legge Regionale 12 aprile 2021 nº 7, e si ricollega storicamente e territorialmente a quella che sino al 2016 era la provincia di Carbonia-Iglesias.

## Comuni
Inizialmente furono assegnati all'ente i territori comunali dei seguenti comuni: Buggerru, Calasetta, Carbonia, Carloforte, Domusnovas, Fluminimaggiore, Giba, Gonnesa, Iglesias, Masainas, Musei, Narcao, Nuxis, Perdaxius, Piscinas, Portoscuso, San Giovanni Suergiu, Santadi, Sant'Anna Arresi, Sant'Antioco, Tratalias, Villamassargia e Villaperuccio.